# آسیاب میرزا
آسیاب میرزا، آسیابی است مربوط به دوره قاجار که در ۱۰ کیلومتری جنوب غربی شهر بشرویه واقع شده‌است. این اثر در تاریخ ۱۲ دی ۱۳۸۶ با شمارهٔ ثبت ۲۰۴۸۷ به‌عنوان یکی از آثار ملی ایران به ثبت رسیده است.